# Hedonism (Just Because You Feel Good)
"Hedonism (Just Because You Feel Good)" is een nummer van de Britse band Skunk Anansie. Het nummer verscheen op hun album Stoosh uit 1996. Op 13 januari 1997 werd het nummer in Europa uitgebracht als de derde single van het album.

## Achtergrond
"Hedonism (Just Because You Feel Good)" is geschreven door zangeres Skin, basgitarist Cass en gitarist Ace. Het is een van de bekendste singles van de band en werd vaak gespeeld tijdens liveconcerten. Ook tijdens solo-optredens van Skin zong zij de single vaak. 
De single werd een grote hit in Europa, met een nummer 1-positie in IJsland en top 10-noteringen in onder andere Zwitserland en Noorwegen. In thuisland het Verenigd Koninkrijk kwam de single niet verder dan de 14e positie in de UK Singles Chart. 
In Nederland werd de single veel gedraaid op de landelijke radiozenders en werd een radiohit. De single bereikte de 6e positie in zowel de Nederlandse Top 40 op destijds Radio 538 als de publieke hitlijst; toentertijd de Mega Top 100 op Radio 3FM.
In België werd géén notering behaald in zowel de Vlaamse Ultratop 50, de Vlaamse Radio 2 Top 30 als de Waalse Ultratop 50.
De videoclip van "Hedonism (Just Because You Feel Good)" is geregisseerd door Thomas Krygier. De band treedt hierin op in een appartement en tussendoor zijn een aantal scènes te zien van mensen in deze ruimte. In de clip is gebruik gemaakt van digitale animatie om de gezichten van een aantal mensen te manipuleren om hun emoties te laten zien. De clip zorgde voor enige ophef door scènes waarin twee vrouwen aan het tongzoenen waren. In Nederland werd de videoclip destijds op televisie uitgezonden door de muziekzender TMF, MTV Europe en door het popprogramma Top of the Pops van BNN op Nederland 2.
Sinds de editie van december 2014 staat de single genoteerd in de jaarlijkse NPO Radio 2 Top 2000 van de Nederlandse publieke radiozender NPO Radio 2, met als hoogste notering tot nu toe een 1064e positie in 2018.

## Hitnoteringen

### Nederlandse Top 40
| Hitnotering: 22-03-1997 t/m 21-06-1997 | Hitnotering: 22-03-1997 t/m 21-06-1997 | Hitnotering: 22-03-1997 t/m 21-06-1997 | Hitnotering: 22-03-1997 t/m 21-06-1997 | Hitnotering: 22-03-1997 t/m 21-06-1997 | Hitnotering: 22-03-1997 t/m 21-06-1997 | Hitnotering: 22-03-1997 t/m 21-06-1997 | Hitnotering: 22-03-1997 t/m 21-06-1997 | Hitnotering: 22-03-1997 t/m 21-06-1997 | Hitnotering: 22-03-1997 t/m 21-06-1997 | Hitnotering: 22-03-1997 t/m 21-06-1997 | Hitnotering: 22-03-1997 t/m 21-06-1997 | Hitnotering: 22-03-1997 t/m 21-06-1997 | Hitnotering: 22-03-1997 t/m 21-06-1997 | Hitnotering: 22-03-1997 t/m 21-06-1997 | Hitnotering: 22-03-1997 t/m 21-06-1997 |
| Week                                   | 1                                      | 2                                      | 3                                      | 4                                      | 5                                      | 6                                      | 7                                      | 8                                      | 9                                      | 10                                     | 11                                     | 12                                     | 13                                     | 14                                     |                                        |
| -------------------------------------- | -------------------------------------- | -------------------------------------- | -------------------------------------- | -------------------------------------- | -------------------------------------- | -------------------------------------- | -------------------------------------- | -------------------------------------- | -------------------------------------- | -------------------------------------- | -------------------------------------- | -------------------------------------- | -------------------------------------- | -------------------------------------- | -------------------------------------- |
| Positie                                | 33                                     | 23                                     | 20                                     | 15                                     | 10                                     | 8                                      | 6                                      | 6                                      | 6                                      | 11                                     | 15                                     | 20                                     | 27                                     | 35                                     | uit                                    |

### Mega Top 100
| Hitnotering: 08-03-1997 t/m 26-07-1997 | Hitnotering: 08-03-1997 t/m 26-07-1997 | Hitnotering: 08-03-1997 t/m 26-07-1997 | Hitnotering: 08-03-1997 t/m 26-07-1997 | Hitnotering: 08-03-1997 t/m 26-07-1997 | Hitnotering: 08-03-1997 t/m 26-07-1997 | Hitnotering: 08-03-1997 t/m 26-07-1997 | Hitnotering: 08-03-1997 t/m 26-07-1997 | Hitnotering: 08-03-1997 t/m 26-07-1997 | Hitnotering: 08-03-1997 t/m 26-07-1997 | Hitnotering: 08-03-1997 t/m 26-07-1997 | Hitnotering: 08-03-1997 t/m 26-07-1997 | Hitnotering: 08-03-1997 t/m 26-07-1997 | Hitnotering: 08-03-1997 t/m 26-07-1997 | Hitnotering: 08-03-1997 t/m 26-07-1997 | Hitnotering: 08-03-1997 t/m 26-07-1997 | Hitnotering: 08-03-1997 t/m 26-07-1997 | Hitnotering: 08-03-1997 t/m 26-07-1997 | Hitnotering: 08-03-1997 t/m 26-07-1997 | Hitnotering: 08-03-1997 t/m 26-07-1997 | Hitnotering: 08-03-1997 t/m 26-07-1997 | Hitnotering: 08-03-1997 t/m 26-07-1997 | Hitnotering: 08-03-1997 t/m 26-07-1997 |
| Week                                   | 1                                      | 2                                      | 3                                      | 4                                      | 5                                      | 6                                      | 7                                      | 8                                      | 9                                      | 10                                     | 11                                     | 12                                     | 13                                     | 14                                     | 15                                     | 16                                     | 17                                     | 18                                     | 19                                     | 20                                     | 21                                     |                                        |
| -------------------------------------- | -------------------------------------- | -------------------------------------- | -------------------------------------- | -------------------------------------- | -------------------------------------- | -------------------------------------- | -------------------------------------- | -------------------------------------- | -------------------------------------- | -------------------------------------- | -------------------------------------- | -------------------------------------- | -------------------------------------- | -------------------------------------- | -------------------------------------- | -------------------------------------- | -------------------------------------- | -------------------------------------- | -------------------------------------- | -------------------------------------- | -------------------------------------- | -------------------------------------- |
| Positie                                | 99                                     | 65                                     | 51                                     | 31                                     | 21                                     | 21                                     | 14                                     | 10                                     | 9                                      | 6                                      | 8                                      | 10                                     | 14                                     | 16                                     | 22                                     | 28                                     | 34                                     | 39                                     | 51                                     | 62                                     | 86                                     | uit                                    |

### NPO Radio 2 Top 2000
| Nummer met noteringen in de NPO Radio 2 Top 2000 | '14  | '15  | '16  | '17  | '18  | '19  | '20  | '21  | '22  | '23  | '24  |
| ------------------------------------------------ | ---- | ---- | ---- | ---- | ---- | ---- | ---- | ---- | ---- | ---- | ---- |
| Hedonism (Just Because You Feel Good)            | 1417 | 1454 | 1154 | 1164 | 1064 | 1226 | 1085 | 1196 | 1102 | 1209 | 1083 |

1. ↑  Een vetgedrukt getal geeft de hoogste notering aan.
2. ↑  2014 was het eerste jaar met een notering voor dit nummer.